# Que le meilleur gagne
Pour les articles homonymes, voir Que le meilleur gagne (film).
Que le meilleur gagne (Everybody's Equal) est un jeu télévisé d'origine britannique, diffusé en France du 4 mars 1991 au 12 avril 1992 sur La Cinq, puis du 2 juillet 1992 au 22 décembre 1995 sur Antenne 2, puis du 12 juin 2012 au 7 février 2015 sur France 2, puis à partir du 11 septembre 2024 sur M6.

## Origines

Logo de Everybody's Equal

Que le meilleur gagne est un jeu télévisé adapté du concept britannique « Everybody's Equal », créé par Mitchell Symons et Chris Kwantes pour Celador, distribué par la société d'origine australienne Reg Grundy Productions, et diffusé du 7 juin 1989 au 22 juillet 1991 sur ITV, puis du 31 mars 1997 au 21 juin 1998 sur Channel 5 sous le titre « Whittle ».

## En France

### 1991-1995

Logo de Que le meilleur gagne - La Cinq (1991-1992)
Logo de Que le meilleur gagne - Antenne 2 et France 2 (1992-1994)

Le jeu a été diffusé du 4 mars 1991 au 11 avril 1992 sur la Cinq vers midi. Parmi les 22 émissions nouvelles lancées par le groupe Hachette, en six semaines, le jeu a progressé de 5 % à 6,5 % de part de marché
Puis à partir du 4 juillet 1992 sur Antenne 2 au même horaire à la suite de la disparition de la chaîne privée et de la proposition de reprise par la deuxième chaîne du service public.
Dès le 10 août 1992, Nagui présente le jeu, deux fois dans la journée : avec Que le meilleur gagne à 12 h 20, et Que le meilleur gagne plus à 19 h 20 (avec Jean-Luc Reichmann en voix-off). En 1993, à la suite du lancement de Taratata, c'est Laurent Petitguillaume qui présente la version du midi. À partir du 11 octobre 1993, l'émission de la mi-journée disparaît, le jeu du soir reprend son titre originel.
Durant l'été 1994, le jeu est à nouveau diffusé deux fois par jour, à 12 h 20 et 19 h 20. Durant l'été 1995, il est diffusé tous les jours à 19 h 20.
À partir du 5 septembre 1994, le jeu est déplacé à 18 h 10, avant Studio Gabriel, alors que le jeu rassemble toujours 5 millions de fidèles à 19 h 20. Toutefois, il est à nouveau déplacé dès le 16 janvier 1995 à 18 h 40, à la suite du raccourcissement de l'émission de Michel Drucker.
Dès le 4 septembre 1995, Laurence Boccolini prend la suite. L'émission prend fin le 22 décembre 1995.
Le jeu reçoit le 7 d'or de la meilleure émission de jeux en 1993, 1994 et 1995 ainsi que Nagui pour le meilleur animateur de jeu.

### 2012-2015

Que le meilleur gagne - France 2 (2012)

En juin 2012, l'émission est de retour, à l'occasion du vingtième anniversaire de sa diffusion sur France 2. Elle est diffusée du lundi au vendredi à 18 h 55, en lieu et place de N'oubliez pas les paroles !. L'émission s'arrête, comme prévu, le 13 juillet 2012.
Le 26 août 2014, durant la conférence de presse de rentrée de France 2, il est annoncé que le jeu serait à nouveau de retour dans les semaines suivantes. Il est arrêté en février 2015.

### 2024: retour sur M6 et M6+
En juin 2024, M6, M6+ et Fremantle annoncent la relance de jeu après plusieurs années d'absence, avec à la présentation Philippe Lellouche et Anne-Sophie Girard,.
La première émission est diffusée le 11 septembre 2024,.

### Émissions spéciales
- Une spéciale "Restos du cœur" est diffusée le 2 janvier 1993[13] à 20 h 50 sur France 2.

- Une spéciale "lutte contre le sida" est diffusée le 24 avril 1993[14] à 20 h 50 sur France 2.

- Une spéciale "Télévision en faveur d'Emmaüs" est diffusée le 20 novembre 1993[15] à 20 h 50 sur France 2.

- Une spéciale "enfants de l'Ex-Yougoslavie" est diffusée le 9 avril 1994[16] à 20 h 50 sur France 2.

- Une spéciale "Tour de France" est diffusée le 1er juillet 1994[17] à 20 h 50 sur France 2.

- Une spéciale "cinéma" est diffusée le 5 novembre 1994[18] à 20 h 50 sur France 2.

- Une spéciale "people" est diffusée le 6 juillet 2012 à 20 h 35 sur France 2 pour célébrer les 20 ans du jeu[19].

- Une spéciale "noël" est diffusé le 26 décembre 2014 à 20 h 35 sur France 2 pour célébrer Noël.

## Au Canada (en français)
Au Canada (Québec), l'émission a été diffusée en français de septembre 1993 à 1996 sur Radio-Canada et reprise à partir de 2007.
La première édition était animée par Grégory Charles, et Alain Dumas fut l'animateur de la seconde édition.
Au Canada, 100 candidats se livrent au jeu alors que 200 participent à la version française.

## Principe du jeu

### Première manche
Les candidats doivent répondre à des questions à choix multiples. Dès qu'un candidat ne répond pas correctement, il est éliminé. Au terme de cette manche, une question de rapidité permet de ne conserver que dix candidats.

### Deuxième manche
Les dix finalistes sont réunis sur le plateau, et sont éliminés selon le même principe.
- De 1992 à 1995 sur France 2:

Au terme de cette manche, un seul candidat est retenu pour la finale, il gagne d'office un voyage.

### Troisième manche
- De 1991 à 1992 sur La Cinq:

Les deux candidats restants s'affrontent. Un seul d'entre eux pourra aller en finale. Cette manche ne sera présente dans aucune des versions proposées sur France 2.

### La finale
- De 1991 à 1992 sur La Cinq:

Le finaliste doit remettre dans le bon ordre quatre propositions.
S'il y parvient il remporte 10 000 F. S'il échoue, les 10 000 F, sont partagés parmi les bonnes réponses des 199 candidats restant.
- De 1992 à 1995 sur France 2:

Le finaliste doit remettre dans le bon ordre quatre propositions.
S'il y parvient il remporte une voiture dans l'émission de la mi-journée, et la totalité de la cagnotte dans l'émission du soir.
- En 2012 sur France 2:

À ce stade, le candidat finaliste gagne un voyage d'office.
Le candidat choisi entre deux thèmes celui sur lequel portera la question finale. Il dispose ensuite de l'énoncé de la question et doit choisir s'il va tenter de remettre dans un certain ordre quatre propositions.
Les propositions à classer sont ensuite affichées et il dispose alors de 15 secondes pour 4 propositions où le prix est de 5.000 € pour les classer dans l'ordre demandé, 20 secondes pour 5 propositions où le prix est de 10.000 € et 25 secondes pour 6 propositions où le prix est de 20.000 €.
S'il y parvient il remporte la somme associée. S'il échoue, ce sont, parmi les 199 candidats du public qui ont alors la possibilité de jouer pour cette question, les candidats qui auront réussit à classer correctement les propositions qui se partagent le montant choisi par le finaliste.
- En 2014/2015 sur France 2:

Le jeu revient pour deux émissions spéciales avec 200 personnalités le 26 décembre 2014 et le 7 février 2015.
Le principe reste le même que lors de l'été 2012, seuls les gains ont changé :

- 50 000 euros pour 4 propositions en 15 secondes ;
- 70 000 euros pour 5 propositions en 20 secondes ;
- 100 000 euros pour 6 propositions en 25 secondes.

Les gains vont au profit d'associations.
Le jeu se déroule en deux parties. La première permet de sortir un premier finaliste. Les 190 personnalités restantes participent à la deuxième partie qui qualifie un deuxième finaliste.
Les deux finalistes s'affrontent pour déterminer celui qui jouera la finale.

## Audiences
Quotidiennement, le jeu réalisait d'excellentes audiences et réunissait en moyenne le midi à 12 h 20 près de 6 millions de personnes et près de 30 % de parts de marché. À 19 h 20, le jeu réalisait également d'excellents résultats avec en moyenne près de 6 millions de téléspectateurs et près de 35 % de parts de marché.
Le 3 janvier 1993, le premier prime time est diffusé sur France 2 et réunit 12,6 millions de téléspectateurs pour 53 % de part de marché. Les autres prime times réuniront en moyenne plus de 8 millions de téléspectateurs et près de 40 % de parts de marché.
Pour son retour en 2012, le jeu a connu un échec en réalisant environ 10 % de parts de marché. Néanmoins, le prime time a réuni 3,5 millions de téléspectateurs (16 % du public), permettant à France 2 de se classer deuxième de la soirée, ce qui constitue un succès pour la chaîne.

## Autres versions francophones du jeu

### Tous en jeu
Diffusé sur TF1 en septembre 1997, Nagui présente ce jeu très proche Que le meilleur gagne, produit cette fois par Air Productions. Cinq équipes s'affrontent : les 15-25 ans, les 25-35 ans, les 35-45 ans, les 45-55 ans et les 55 ans et plus. Mais cette version en « access prime-time » ne rencontre pas le succès, et se voit déprogrammée en novembre 1997.

### Et 1, et 2, et 3!
Du 18 janvier au 19 mars 1999 sur France 2, Pascal Gigot présente Et 1, et 2, et 3 ! une nouvelle adaptation produite par Grundy. Mais le jeu s'arrête au bout de quelques mois.

### La part du lion
Le 8 juillet 2007, produit par Air Productions, est lancé le jeu La part du lion sur France 2, fortement inspiré de Que le meilleur gagne.